# Trdokožni zajček
Trdokožni zajček (znanstveno ime Lyophyllum loricatum) je gliva iz rodu zajčkov (Lyophyllum). Izraz Lyophyllum izhaja iz starogrškega λύω lýo, 'ločim', 'lomim' in iz φύλλον, phýllon, 'list'. Specifični epitet loricatum izvira iz 'oklepljen' in se nanaša na trdo lupino, ki prekriva klobuk.

## Značilnosti
Klobuk ima premer od 5 do 11 cm, sprva obokan, nato se razširi s in na sredini obdrži široko in topo grbo. Rob je oster rob in valovit. Površina je grudasto nagubana in gladka. Koža je debela, podobna oklepu, sijoča in higrofana, kostanjevo rjave ali sepia rjave barve, včasih z olivnim odtenkom.
Gobe rastejo v velikih tesno stisnjenih šopih z beti, ki se medsebojno povezani v dniščih. Posamezen bet je visok od 3 do 9 cm in debel od 0,5 do 1,5 cm. Je trd, poln in elastičen. Pod klobukom belkasto dlakav in mokast, sicer pokrit z vraščenimi vlakni. Pod klobukom in pri dnu belkast, v sredini umazano rjavkast.
Lističi so ozki, gosti, trdi in elastični. Najprej belkaste, nato kremaste in nazadnje slamnato rumenkaste barve.
Meso je trdo, hrustančasto, elastično in belkaste barve. Je prijetnega vonja in sladko-trpkega okusa.  Drugi viri okus opisujejo kot izrazit zeliščni in rahlo poprast.

## Razširjenost in življenjski prostor
Razširjena je po delih Evrope in severne amerike, a je redka in v nekaterih državah zaščitena. Raste kot gniloživka v svetlih listnatih gozdovih, parkih in sadovnjakih od avgusta do decembra.

## Mikroskopske značilnosti
Trosni odtis je bele barve. Trosi so okrogli, gladki in merijo 5–6 x 4,5–5,3 μm.

## Podobne vrste
Vsi zajčki (Lyophyllum) so si medseboj podobni in jih je težko med sebojno razločevati. Najpomembnejša značilnost trdokožnega zajčka je ravno temna in trda koža na klobuku, ki mu je dala ime.

## Uporabnost
Užiten.

## Galerija slik
- šop starejših gob
- lističi in bet
- trosi